# Rotter Lajos

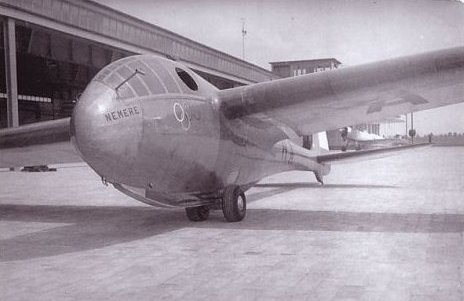
A „Nemere”

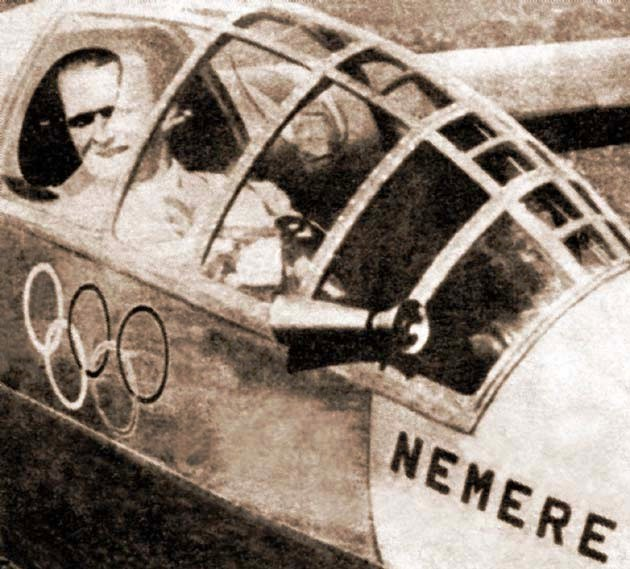
Rotter Lajos "Nemere" gépével a Berlin-Kiel közötti nem hivatalos világcsúcs felállításakor

Rotter Lajos (Budapest, 1901. július 18. – Budapest, 1983. október 19.) magyar gépészmérnök, repülőgép-tervező és pilóta, a Karakán és a Nemere vitorlázó repülőgépek tervezője.

## Élete
Már középiskolás korában érdekelték a repülőgépek. Gépészmérnöknek tanult a Műegyetemen, ahol 1923-ban végzett. 1920-ban egyike volt a Műegyetemi Sportrepülő Egyesület alapítóinak.

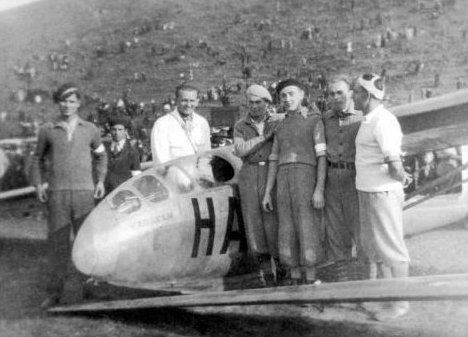
Rotter Lajos és a Karakán (Rotter balról a második fehér ruhában)

1922-ben a Közlekedési Minisztérium pályázatot írt ki vitorlázó repülőgép építésére. Ágotay Istvánnal közös terve első díjat nyert, de a repülőgép megépítésére anyagi forrás hiányában nem volt lehetőség. 1923-ban a zürichi Orell Füssli Institut pályázatot hirdetett helikopterek tervezésére. Rotter pályaműve került ki győztesen.
Még 1923-ban évfolyamtársával, Feigl Gyulával és annak testvérével, Feigl Lászlóval együtt megalapították a Feigl–Rotter Repülőgépépítő Vállalatot (FEIRO). A cég három kis utasszállító repülőgép prototípusát is elkészítette: a négyüléses, felső szárnyas, zárt kabinos FEIRO-I-et, majd annak továbbfejlesztett változatát, a FEIRO Darut valamint a kétüléses, duplafedeles FEIRO Dongót. A repülőgépek állami támogatás híján nem arattak üzleti sikert és a cég feloszlott.
1921-ben szerzett pilótaképesítést. 1929 nyarán egyike volt azoknak, akik Farkashegyen beindították a vitorlázórepülést. 1931-ben itt C-vizsgázott.
A Magyar Cserkészszövetség 1933 tavaszán adott megbízást egy olyan vitorlázógép megtervezésére, amely Magyarországot képviselhette a gödöllői cserkész világtalálkozón. Erre az eseményre tervezte és építette meg a „Karakán”  nevű teljesítménygépét, melynek berepülésére augusztus 4-én került sor.  1933. augusztus 8-án új országos rekordot állított fel a Gödöllő és Szolnok közötti, 84,8 kilométeres távolsági, illetve 1840 méteres magassági repülésével. Később a "Karakán"-nal végezték hazánkban az első felhő-, termik- és műrepüléseket, mivel gyakorlatilag ez volt Magyarországon az első, műszerekkel felszerelt vitorlázógép. 1934-ben a Hármashatár-hegy északi lejtőjén, "Karakán" gépével 24 óra 14 percet vitorlázott. Ezzel az eredménnyel, másodikként a világon, a leghosszabb megszakítás nélküli repülési időtartamot érte el.
1934 nyarán készült el Gyöngyösön Rotter Lajos és Janka Zoltán tervei alapján a "Vándor" névre keresztelt, műrepülésre is alkalmas együléses vitorlázó repülőgép. A gépet kezdetben Gyöngyösön, majd később Gödöllőn használták. Itt végezték vele az első, magyarországi autóvontatásos felszállást.
Az 1936-os olimpiai játékokon Rotter Lajos saját maga által tervezett Nemere vitorlázógépével 3 óra 55 perc alatt 326 km-es céltáv rekordot ért el Berlin (Rangsdorf) - Kiel (Holtenau) között, amivel nem hivatalos világrekordot állított fel. Ez is hozzájárult ahhoz, hogy a Nemzetközi Olimpiai Bizottság végül is elfogadta a vitorlázórepülést olimpiai számnak.
A második világháború után Rotter Lajos részt vett a magyar vitorlázórepülés újjászervezésében. Az 1950-es években a Székesfehérvári Állami Motorjavító Vállalat repülőgépüzemének főmérnöke volt. Később az Alagi Központi Kísérleti Üzem (AKKÜ) tervezőirodáján dolgozott.
Ő fogalmazott meg először érdemi kritikát (1978-ban) Asboth Oszkár munkásságával szemben, kétségbe vonva, hogy az általa konstruált helikopter valóban olyan repülési képességekkel rendelkezett volna, mint amilyeneket Asboth tulajdonított neki, többek között Az első helikopter címmel 1956-ban kiadott, saját maga által megjelentetett könyvében. Felvetése nyomán indult meg az addig a helikopter feltalálójaként számon tartott és népszerűsített konstruktőr munkájának szakmai felülvizsgálata és átértékelése. Rotter Lajos sejtésen alapuló megállapításait évtizedekkel később, az Asboth-hagyatékból előkerült eredeti fényképfelvételek igazolták egyértelműen, melyeknek addig csak az Asboth könyvében publikált, retusált változatai voltak ismeretesek.
Sírja a Farkasréti temetőben található (60/5-3-9)

## Elismerései
- 1934 februárjában 5 óra 3 perces repülésével – a magyarok közül elsőként – elnyerte az ISTUS (a vitorlázórepülés nemzetközi tudományos testülete) által adományozott, 18. sorszámú nemzetközi ezüstkoszorús teljesítmény jelvényt.
- A Nemere és pilótája világhírt és elismerést szerzett a magyar repülés számára. Rotter Lajos teljesítményét és munkásságát az ISTUS bizottság által kiadott aranygyűrűvel ismerte el.
- 1937-ben beválasztották az FAI pilótabizottságába.
- 1947-ben a MADISZ Repülőegyesület elnökévé választották.

## Emlékezete

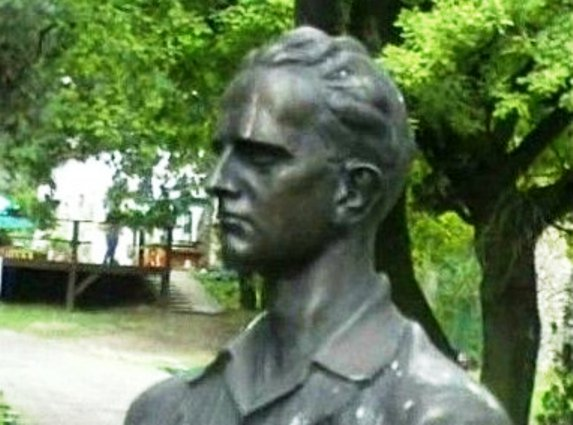
Rotter Lajos mellszobra a Hármashatár-hegy tetőn.

- Mellszobrát – Béres János alkotását – 1993. augusztus 19-én avatták fel a Hármashatár-hegy tetején található Pilótaotthon parkjában.[8]
- Rotter 1936. augusztus 12-i Berlin és Kiel közötti 326,5 km-es céltávrepülésének emlékére a család Rotter Lajos vándordíjat alapított. A díjat minden évben az a vitorlázórepülő pilóta kapja, aki az adott évben a leghosszabb befejezett céltávot repüli Magyarországon belül – feltéve, hogy ez legalább 326,5 km.[9]
- A hajdani pilótaotthon helyén nyílt turistaház ma az ő nevét viseli.

## Galéria

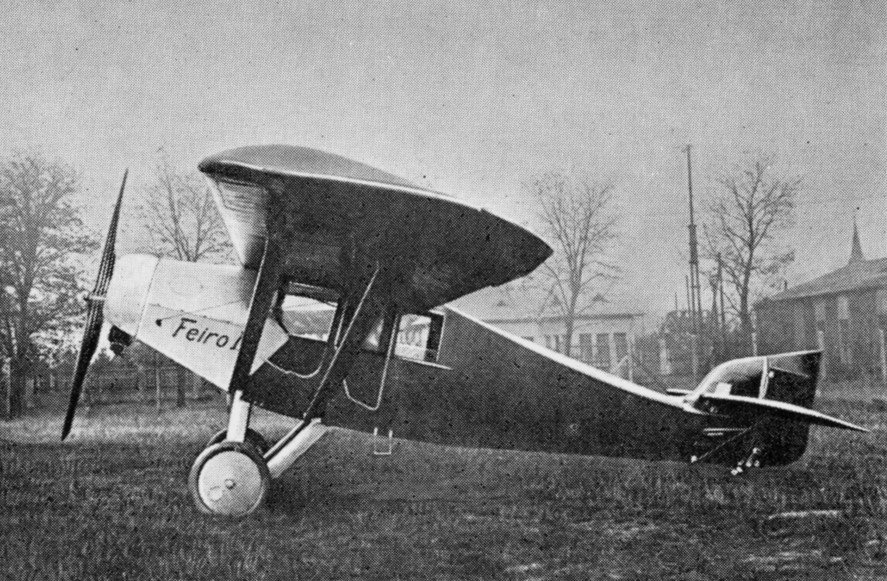
FEIRO I.
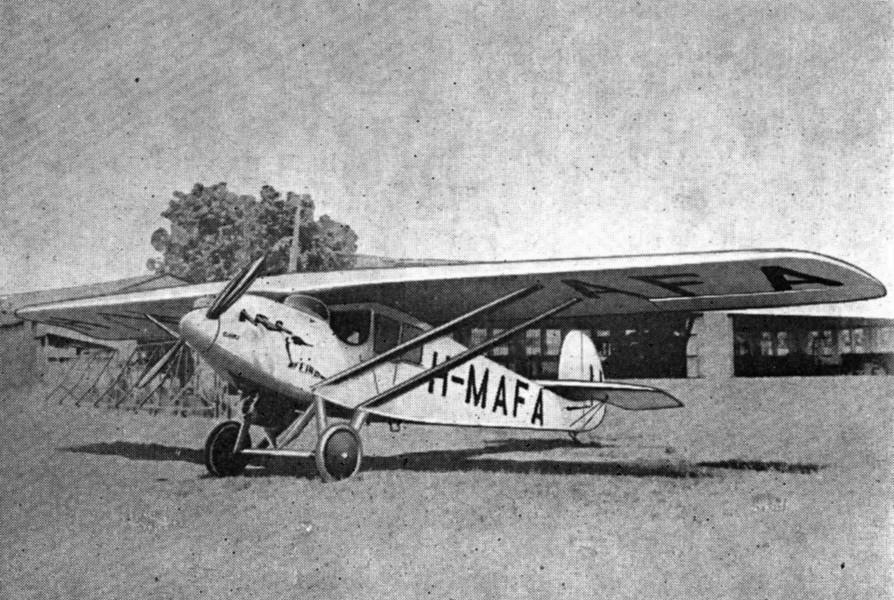
FEIRO-Daru
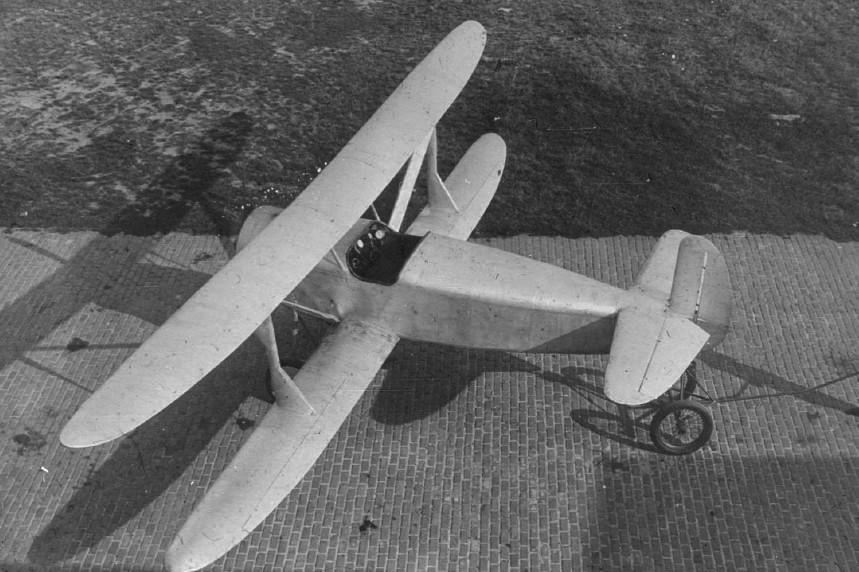
FEIRO-Dongó
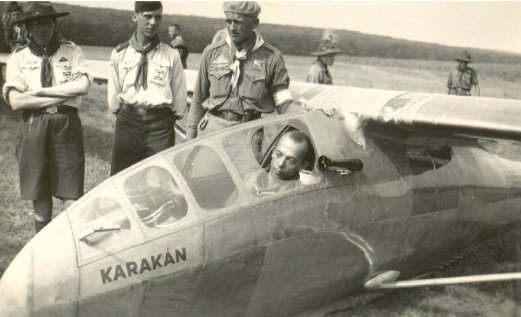
Robert Kronfeld Rotter Lajos "Karakán" gépében
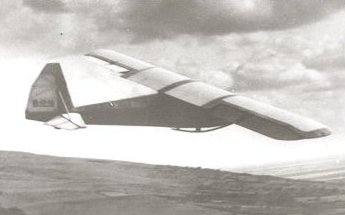
Vándor